# Rebecka Blomqvist
Rebecka Blomqvist (født 24. juli 1997) er en kvindelig svensk fodboldspiller, der spiller midtbane for engelske VfL Wolfsburg i 1. Frauen-Bundesliga og Sveriges kvindefodboldlandshold. Hun har tidligere spillet for BK Häcken i Damallsvenskan.
Hun fik sin officielle debut på det svenske landshold i 7. marts 2019 i et 1-2-nederlag mod Danmark. Hun blev også udtaget til landstræner Peter Gerhardssons officielle trup mod EM i fodbold for kvinder 2022 i England.
Blomqvist var desuden med til at vinde olympiske sølvmedaljer med det svenske landshold ved Sommer-OL 2020.